# Majakovskaja
Majakovskaja (ryska: Маяковская) är en tunnelbanestation på Zamoskvoretskajalinjen i Moskvas tunnelbana. 
Majakovskaja är en av de mest kända stationerna i Moskvas tunnelbana, det är troligen den mest fotograferade stationen, ofta förekommande på trycksaker och turistbroschyrer som berör tunnelbanan i Moskva. Stationen är ett fint exempel på stalinistisk arkitektur från förkrigstiden. Stationens namn liksom arkitekturen är en referens till futurismen och dess ryska förgrundsgestalt
Vladimir Majakovskij.

## Historia
Stationen byggdes som en del i det andra steget i expansionen av Moskvas tunnelbana, och öppnades den 11 september 1938. Det första steget fokuserade mest på att bygga själva tunnelbanenätet, och dess stationer framstår som blygsamma med avseende på deras arkitektur och ingenjörskonst i jämförelse med de stationer som skapades i det andra steget. Majakovskaja var den första tunnelbanestation i världen där ingenjörerna på stort djup lyckades med en ny konstruktion där pelare bär upp taken, och på så vis ger en luftigare koppling mellan centralhallen och de två sidohallarna jämfört med stationer av pylontyp. Den nya designen, kallad djupliggande pelarstation, var banbrytande och blev en etablerad typ av stationsdesign som idag är vanlig.
Stationen ligger på 33 meters djup och blev känd under andra världskriget då den användes som skyddsrum.

## Design och arkitektur
Den ingenjörsmässiga designen av Majakovskaja blev en triumf, och det blev också arkitekten Aleksej Dusjkins briljanta art deco-formgivning. Stationen visar Sovjetunionens framtid, inspirerad av visionerna hos futuristen Majakovskij, med smäckra pelare klädda i rostfritt stål och rosa rodonit, marmorväggar och ett golv med ett intressant mönster i vit och rosa marmor, samt 34 takmosaiker på temat "24 timmars sovjethimmel" med motiv av flygplan och fallskärmar av Aleksander Dejneka.
2005 öppnades en ny andra utgång i norr. När den nya utgången öppnades blev en 35:e mosaik synlig, vilken tidigare var dold. Den nya utgången består av en kort rulltrappa upp till en underjordisk vestibul och därefter tar en längre rulltrappa vid. Här finns helt nya mosaiker, citat ur Majakovskijs dikter samt en byst av poeten.

## Galleri
- Wikimedia Commons har media som rör Majakovskaja.

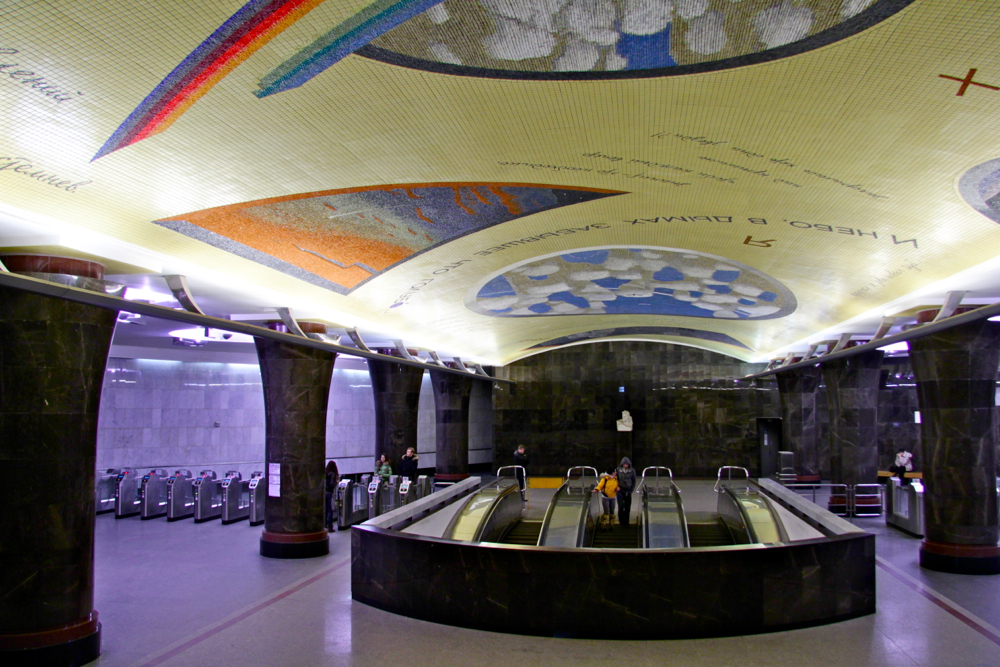
Vestibul
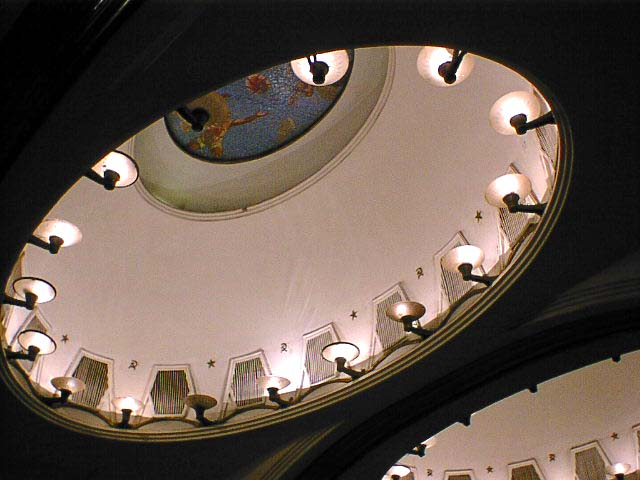
Takmosaik